# (2367) Praha
(2367) Praha es un asteroide perteneciente al cinturón de asteroides descubierto por Antonín Mrkos el 8 de enero de 1981 desde el Observatorio Klet, cerca de České Budějovice, República Checa.

## Designación y nombre
Praha se designó al principio como 1981 AK1.
Posteriormente fue nombrado por la ciudad checa de Praga, capital de la República Checa y con larga tradición astronómica.

## Características orbitales
Praha está situado a una distancia media del Sol de 2,206 ua, pudiendo alejarse hasta 2,426 ua y acercarse hasta 1,987 ua. Tiene una inclinación orbital de 1,876° y una excentricidad de 0,0995. Emplea 1197 días en completar una órbita alrededor del Sol.